# Juan Carlos Masnik
Juan Carlos Masnik, vollständiger Name Juan Carlos Masnik Hornos, (* 2. März 1943 in El Tala, Departamento Soriano; † 23. Februar 2021) war ein uruguayischer Fußballspieler und -trainer.

## Spielerkarriere

### Verein
Der 1,76 Meter große Defensivakteur Masnik spielte in seiner Jugend zunächst bis zur Tercera División für Peñarol de Mercedes. Er begann seine Profi-Karriere 1964 beim Club Atlético Cerro, für den er bis 1967 in der Primera División spielte. 1967 war er zudem mit dessen Mannschaft erstmals kurzzeitig unter der Bezeichnung New York Skyliners in den USA aktiv. 1968 bis 1970 stand er in Reihen von Gimnasia y Esgrima La Plata, lief für den argentinischen Klub in 88 Spielen auf und erzielte fünf Treffer. Anschließend wechselte er 1971 zu Nacional Montevideo. Dem montevideanischen Verein gehörte er bis ins Jahr 1974 an. 1971 und 1972 gewann er mit den Bolsos den uruguayischen Meistertitel. Auch auf internationaler Ebene war er dort erfolgreich und siegte bei der Copa Libertadores 1971. Mit seinem Treffer zum 1:0-Endstand im Finalrückspiel gegen Estudiantes de La Plata trug Masnik dazu bei, dass es zu einem dritten Final-Entscheidungsspiel kam. Im Dezember 1971 gehörte er ebenfalls dem siegreichen Team der Bolsos bei den beiden Spielen gegen Panathinaikos Athen um den Weltpokal an. Bei den beiden Partien gegen CD Cruz Azul im Juli 1972 bzw. November 1972, in denen Nacional die Copa Interamericana 1972 zu seinen Gunsten entschied, stand Masnik ebenfalls jeweils in der Startelf. 1973 und 1974 wirkte er in Montevideo als Mannschaftskapitän. 1975 ist sodann eine Karrierestation bei New York Cosmos mit sechs Einsätzen in der North American Soccer League für ihn verzeichnet. In den Jahren 1976 und 1977 absolvierte er für den chilenischen Klub Universidad Católica 22 Spiele in der Primera División und schoss zwei Tore.

### Nationalmannschaft
Masnik war Mitglied der A-Nationalmannschaft Uruguays, für die er von seinem Debüt am 28. Juli 1967 in Lima gegen die peruanische Auswahl bis zu seinem letzten Einsatz am 23. Juni 1974 in Düsseldorf gegen die Mannschaft Schwedens nach Angaben der RSSSF 26 Länderspiele absolvierte. Ein Länderspieltor erzielte er nicht. Zwei Jahre lang hatte er das Kapitänsamt bei der Celeste inne. Die AUF weist abweichend davon insgesamt 28 A-Länderspiele und fünf Freundschaftsspiele der A-Nationalmannschaft gegen Vereinsmannschaften mit Masniks Beteiligung aus, führt in der Einzelübersicht durch den Verbandsvorsitzenden Fernando Sureda aber insgesamt nur 32 Spiele auf. 1971 unterlag er mit der Celeste Chile bei der Copa Juan Pinto Durán. Bei der Copa Lipton und der Copa Newton des Jahres 1973 lief er ebenfalls für Uruguay auf. Masnik nahm mit Uruguay an der Weltmeisterschaft 1974 in der Bundesrepublik Deutschland teil. Im Verlaufe des Turniers kam er in den Partien gegen die Niederlande, Bulgarien und Schweden zum Einsatz.

### Erfolge
- Weltpokal: 1971
- Copa Libertadores: 1971
- Copa Interamericana: 1971
- 2× Uruguayischer Meister: 1971, 1972

## Trainerlaufbahn
Nach seiner aktiven Karriere war Masnik auch als Trainer tätig. 1982 betreute er Nacional Montevideo. In den 1990er Jahren hatte er die Trainerposition bei mehreren Vereinen in El Salvador inne. So war er 1990 für CD Luis Ángel Firpo, 1992 für CD Fas, 1994 für Atlético Marte und 1996 für Alianza FC zuständig.

## Sonstiges
Masnik trat nicht nur im Fußball in Erscheinung, sondern spielte auch recht erfolgreich Basketball. Auf Vereinsebene war er beim Club Esparta de Mercedes aktiv und wurde zudem dreimal mit der Departamento-Auswahl von Soriano Vizemeister.